# ديفيد لافي (لاعب كرة قدم)
ديفيد لافي (بالعبرية: דוד לביא‏) هو لاعب كرة قدم إسرائيلي في مركز الهجوم، ولد في 19 فبراير 1956 في نتانيا في إسرائيل. شارك مع منتخب إسرائيل لكرة القدم. أما مع النوادي، فقد لعب مع مكابي نتانيا.

## وصلات خارجية
- ديفيد لافي (لاعب كرة قدم) على موقع قاعدة بيانات كرة القدم.إي يو (الإنجليزية)
- ديفيد لافي (لاعب كرة قدم) على موقع ناشيونال فوتبول تيمز (الإنجليزية)